# Chiesa di Sant'Ambrogio (Omegna)
La chiesa di Sant'Ambrogio, nota anche con il titolo di collegiata, è la parrocchiale di Omegna, in provincia del Verbano-Cusio-Ossola e diocesi di Novara; fa parte dell'unità pastorale di Omegna.

## Storia
L'originaria chiesa di Omegna venne costruita nel X secolo; l'edificio fu poi interessato da un intervento di ampliamento e di rifacimento intorno al 1470, come conferma la data incisa sul portale d'ingresso laterale.
La parrocchiale venne nuovamente rimaneggiata durante il periodo barocco, per poi essere oggetto di un nuovo restauro negli anni venti del Novecento.

## Descrizione

### Facciata
La romanica facciata a capanna della chiesa, che volge a ponente, è scandita da paraste; presenta al centro il portale d'ingresso, protetto dal protiro le cui colonne tuscaniche sorreggono degli archi a tutto sesto, e una finestra ovale, mentre sull'ala laterale si aprono una seconda finestra ovale e una finestrella rettangolare protetta da una grata.
Annesso alla parrocchiale è il campanile in pietra a base quadrata, costruito nel XIII secolo, la cui cella presenta due ordini di trifore ed è coperta dalla guglia piramidale.

### Interno

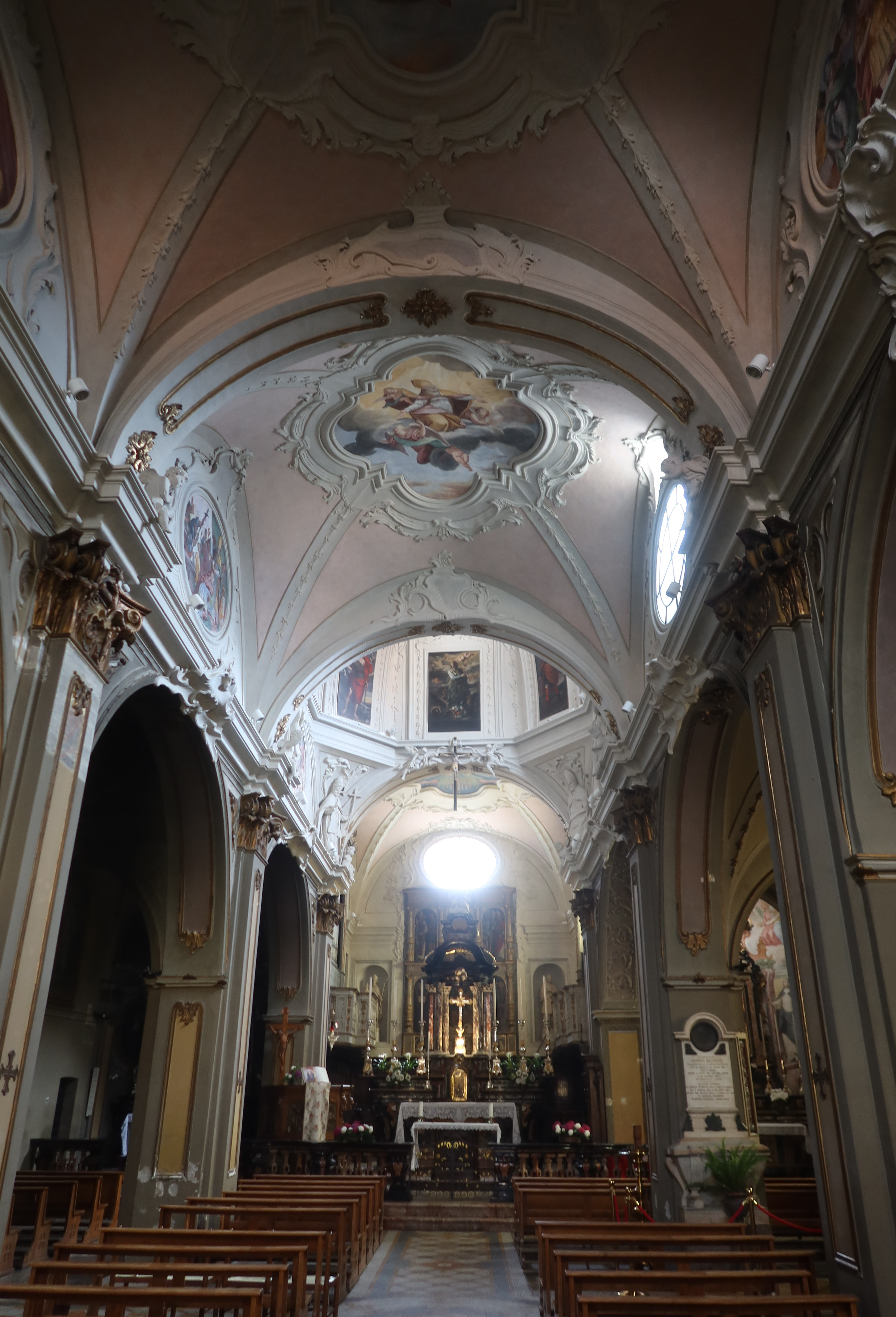
L'interno

L'interno dell'edificio si compone di tre navate, separate da pilastri abbelliti da lesene e sorreggenti archi a tutto sesto, sopra i quali corre la cornici su cui si imposta la volta a crociera, abbellita da decorazioni e da affreschi; al termine dell'aula si sviluppa il presbiterio, sopraelevato di due gradini e chiuso dall'abside quadrata.
Qui sono conservate diverse opere di pregio, tra le quali l'altare laterale della Madonna del Carmine, in stile barocco, il polittico di Sant'Ambrogio raffigurante la Vergine col Bambino assieme ai Santi Nicolao, Stefano, Giorgio, Gaudenzio, Antonio, Giovanni Battista, Ambrogio, Giacomo e Bartolomeo, dipinto nel 1547 da Fermo Stella, e le due statue che rappresentano Sant'Ambrogio e Sant'Antonio. L'imponente organo della collegiata, ubicato su cantoria posta in cornu evangelii, conta 35 registri nominali distribuiti su due tastiere e pedaliera; esso è opera della ditta Scolari di Bolzano Novarese, che lo ha messo in opera nel 1913; al 1968 risale invece un ampliamento a firma dell'organaro Giuseppe Marzi, mentre nel 2004 lo strumento è stato oggetto di un restauro da parte della ditta Krengli s.n.c.di Novara.